# Fröttstädt
Fröttstädt ist ein Ortsteil der Landgemeinde Hörsel im Nordwesten des thüringischen Landkreises Gotha.

## Geographie
Fröttstädt liegt zwischen Gotha und Eisenach am Fuß des Thüringer Waldes. Der Ort wird im Osten vom Hörsel-Bach umflossen, der sich nordwestlich in Richtung Teutleben wendet. Im Osten erhebt sich in etwa 2 km Entfernung der Alsberg mit 351 m Höhe ü. NN. Die nächstliegenden Ortschaften sind Teutleben im Norden, Aspach im Nordwesten, Hörselgau im Südosten und Laucha im Westen.

## Geschichte
Fröttstädt wurde als Vrutenstete am 1. August 1267 erstmals urkundlich erwähnt.
Im Ort hatten die Herren von Laucha Besitzungen. Otto von Laucha verkaufte dem Kloster Reinhardsbrunn im Jahr 1391/95 seinen Besitz. Ritter Heinrich von Laucha und dessen Sohn Hans trugen im Jahr 1397 den Grafen von Schwarzburg ihre Kemenate und den Siedelhof zu Fröttstädt mit allen Zubehörungen zu Lehen auf. Dieser amtssässige Ritterhof kam in der Folgezeit von den Herren von Laucha an die Grafen von Gleichen. Nach dem Konkurs des Ritterhofes kaufte ihn Herzog Johann Casimir von Sachsen-Coburg im Jahr 1595 und machte ihn zu einer fürstlichen Domäne.
Neben dem Ritterhof wurde im Jahr 1565 ein Kammergut in Fröttstädt erwähnt. Herzog Johann Casimir verkaufte das Kammergut und die Domäne im Jahr 1613 an den Landeshauptmann Hans Heinrich von Erffa, dessen Familie die Güter bis zu ihrem Aussterben im Jahr 1675 besaß. Danach fielen beide Güter zurück an den Landesherrn, Herzog Friedrich I. von Sachsen-Gotha-Altenburg, welcher 1678 die Domäne (das ist das ehemalige Gut der Herren von Gleichen) im Tausch gegen deren Anteil am Erffaischen Gut zu Friedrichswerth an die Herren von Wangenheim abtrat.
Die Ländereien und Untertanen wurden somit in der Folgezeit zweigeteilt. Das fürstliche Kammergut war zwischen 1662 und 1722 im Besitz der Herren von Uetterodt, danach wurde es von der fürstlichen Kammer wieder eingelöst. Die Gerichtsbarkeit des Kammerguts lag somit bei dieser, die Untertanen standen unter dem Amt Tenneberg. Die Domäne und dessen Gerichtsbarkeit gingen im Jahr 1737 von den Herren von Wangenheim an die Herren von Witzleben über.
Fröttstädt gehörte bis 1826 zum Herzogtum Sachsen-Gotha-Altenburg, anschließend bis zum Ende der Monarchie zum Herzogtum Sachsen-Coburg und Gotha. Zwischen 1918 und 1920 gehörte der Ort zum Freistaat Sachsen-Gotha und seitdem zum Land Thüringen.
Am 18. März 1994 war Fröttstädt eine der sieben Gründungsgemeinden der Verwaltungsgemeinschaft Hörsel. Bis einschließlich 6. November 2003 war Fröttstädt auch ihre Sitzgemeinde. Durch Beschluss des Thüringer Landtags vom 16. November 2011 konnte die Verwaltungsgemeinschaft Hörsel zum 1. Dezember 2011 aufgelöst werden. Durch einen freiwilligen Zusammenschluss der zehn bisher selbstständigen Gemeinden Aspach, Ebenheim, Fröttstädt, Hörselgau, Laucha, Mechterstädt, Metebach, Teutleben, Trügleben und Weingarten wurde zum gleichen Zeitpunkt die Landgemeinde Hörsel neu gebildet.

## Einwohnerentwicklung
Entwicklung der Einwohnerzahl (jeweils 31. Dezember):
| - 1994 – 431 - 1995 – 426 - 1996 – 433 - 1997 – 422 | - 1998 – 426 - 1999 – 427 - 2000 – 418 - 2001 – 417 | - 2002 – 400 - 2003 – 412 - 2004 – 411 - 2005 – 408 | - 2006 – 407 - 2007 – 403 - 2008 – 399 - 2009 – 403 | - 2010 – 408 |

Datenquelle: Thüringer Landesamt für Statistik

## Religion
40 % der Einwohner von Fröttstädt sind evangelisch, nur 1 % katholisch. Den Lutheranern steht die Erlöserkirche in Fröttstädt zur Verfügung, die zum Pfarramt Hörselgau im Kirchenkreis Waltershausen-Ohrdruf der Evangelischen Kirche in Mitteldeutschland gehört. Die wenigen Katholiken sind der Pfarrei St. Bonifatius (Gotha) im Bistum Erfurt zugeordnet, deren nächstgelegene Filialkirche Unsere liebe Frau vom heiligen Rosenkranz in Waltershausen ist.

## Politik
Reinhard Lämmerhirt war ehrenamtlicher Bürgermeister der Gemeinde. Mit der Umwandlung zur Landgemeinde wurde er am 1. Dezember 2011 zum Ortsteilbürgermeister Fröttstädts mit einer Amtszeit bis 2016.
- 1994–20??: Werner Oppermann (parteilos)[8][9][10]
- 20??–2011: Reinhard Lämmerhirt (Freiwillige Feuerwehr Fröttstädt)[11]

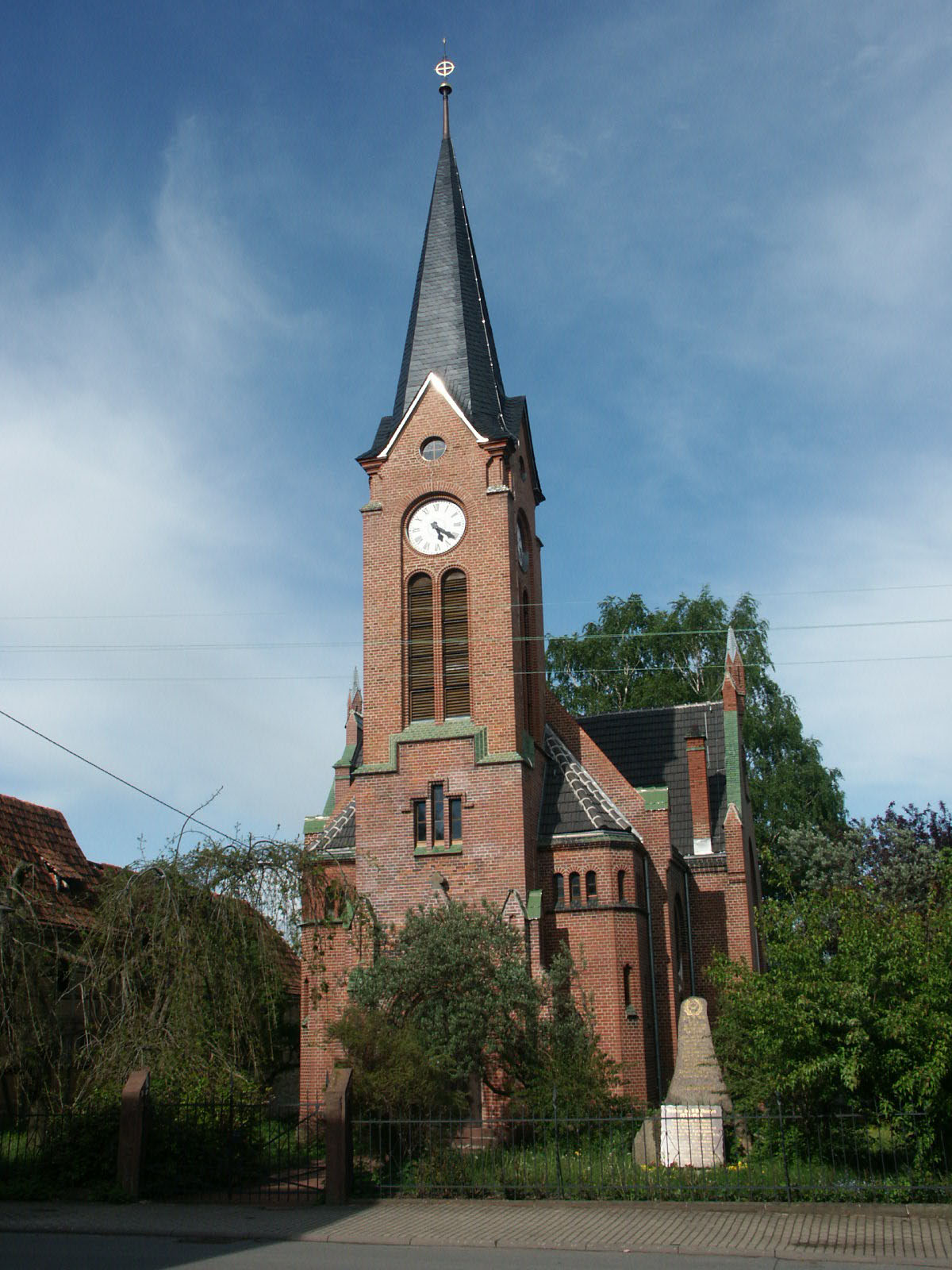
Erlöserkirche

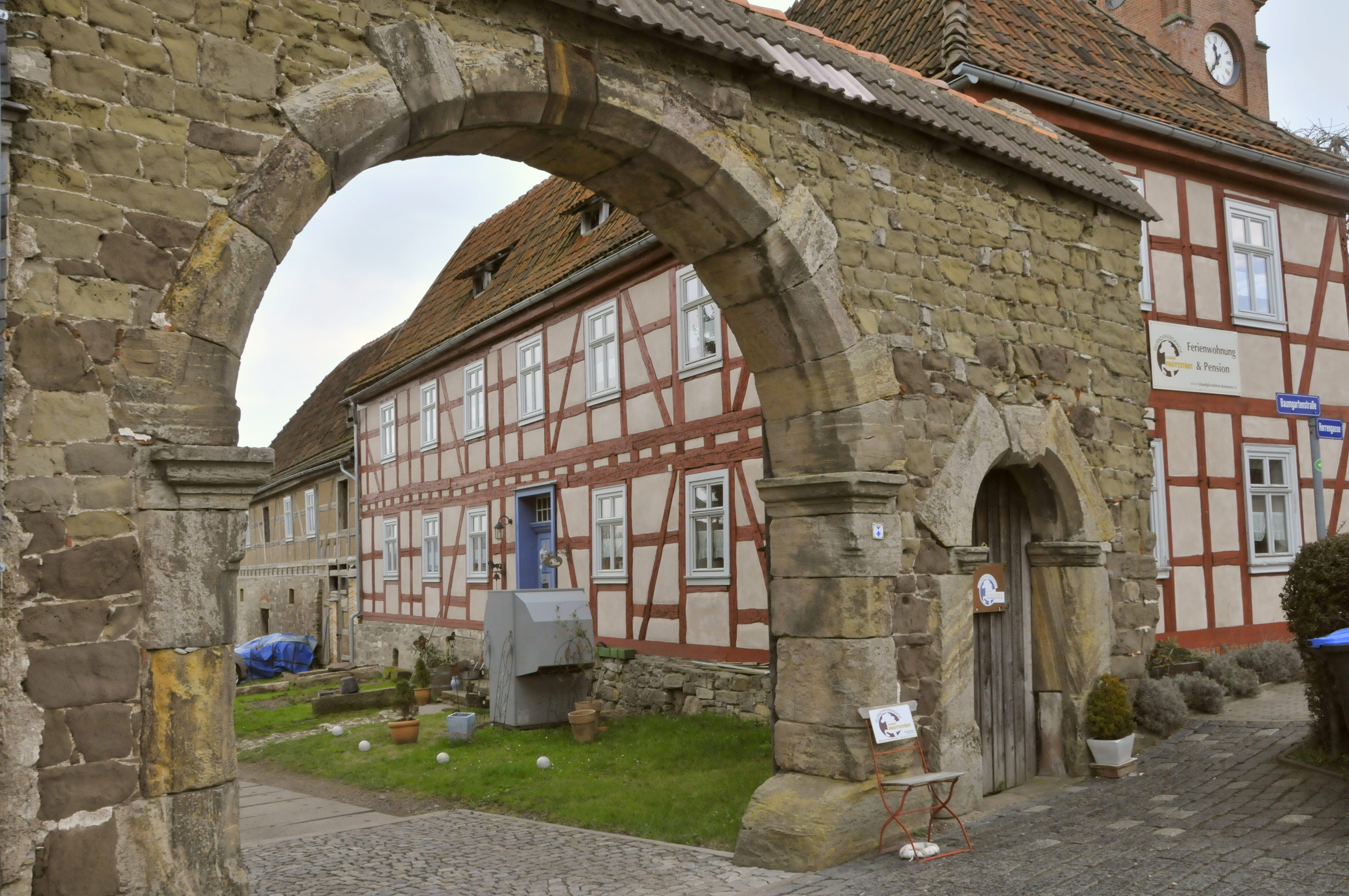
Domäne

## Kultur und Sehenswürdigkeiten

### Bauwerke
- Das Wahrzeichen des Ortes ist die Erlöserkirche. Der Bau begann mit der Grundsteinlegung unter der späteren Kanzel am 31. Mai 1903 unter dem Pfarrer Traugott Stieler nach Plänen der Gothaer Architekten und Baurats Alfred Cramer (1872–1938) und wurde am 13. August 1903 beendet. Der hölzerne, spätgotische Vorgängerbau „St. Alban“, der 1500 entstanden ist und im 17. und 18. Jahrhundert verändert wurde, musste 1868 wegen Baufälligkeit geschlossen werden. Der Turm weist eine Höhe von 31,5 Metern auf. Von der Vorgängerkirche ist nur noch das barocke Taufbecken von 1692 erhalten. Von 1868 bis 1902 sammelten die Fröttstädter in einem Kirchbaufond alljährlich 250 Taler. Aus verschiedenen Kassen kamen erhebliche Zuschüsse, so dass im Jahr 1902 dann 40.000 Mark zum Bau einer neuen Kirche zur Verfügung standen. 1903 erhielt die Kirche eine neue Orgel aus der Werkstatt von Hugo Böhm, die aber noch vor dem Zweiten Weltkrieg von der gleichen Werkstatt umgebaut wurde. 1984 erfolgte mit Unterstützung der Partnergemeinde Sulz am Eck eine Neubemalung des Kircheninneren, 1988 wurden neue Buntglasfenster nach Entwürfen der Leipzigerin Jutta Hellgrewe hinter dem Altar eingesetzt. In den Jahren 1991 und 2003 wurde die Kirche umfangreich saniert. 1994 erhielt sie eine neue Glocke, auch mit Hilfe der Partnergemeinde. Aus der Erbauungszeit ist noch die dunkle Eichenholzdecke erhalten sowie die Böhm-Orgel.[12][3] Die Kirchgemeinde gehört zum Kirchspiel Hörselgau.
- Die Domäne Fröttstädt gehört zum herzoglichen Kammergut aus dem 17. Jahrhundert. Die Wurzeln des Gebäudes reichen allerdings weiter zurück: Dachziegel von 1730, Putzstücke von 1610, ein Kellergewölbe aus der Zeit um 1300. Erstmals urkundlich erwähnt wurde die Domäne 1397 als Besitz der Herren von Gleichen. In den Jahren bis 1738 wechselte das Gut mehrmals die Besitzer. Die hohe rundbogige Pforte, im Sturz mit Wappentafel und sächsischer Raute, sowie das zweistöckige Fachwerkhaus und ein Stallhaus mit Gesindekammern sind von der ursprünglichen vierseitigen Anlage stehen geblieben. Die früheren Bauten dürften bei der fast völligen Brandschatzung Fröttstädts im Dreißigjährigen Krieg (1638/40) zerstört worden sein. Teile des vorderen Gebäudes wurden sogar noch bis 1990 bewohnt. Gegenwärtig befindet sich hier ein Hof für Islandpferde.[12] Das Anwesen ist ein geschütztes Kulturdenkmal.
- Das Dorfgemeinschaftshaus bildet den kulturellen Mittelpunkt im Ort.

### Regelmäßige Veranstaltungen
- Einem breiteren Publikum erschließt sich der Ort durch den seit 2007 jährlich am ersten Juli-Wochenende durchgeführten Thüringenultra, ein Landschaftslauf über 100 km durch den Thüringer Wald mit Start und Ziel in Fröttstädt.[13]

### Vereine
- Freiwillige Feuerwehr: Die erste Feuerwehr des Ortes ist für 1724 in den Akten vermerkt, die zu diesem Zeitpunkt eine Spritze besaß. Die Feueranstalten wurden nach dem Vermögen des Dorfes eingerichtet (3 Feuerleitern, 3 Schnürhaken, 8 lederne Feuereimer, 3 Handspritzen). 1741 beglaubigt eine Rechnung ein „Leiterhaus“, in die die langen Feuerwehrleitern öffentlich zugänglich aufbewahrt wurden, 1753 eine Entschädigung (6 Groschen) für 6 Personen, die in Lein bei einem Brand halfen.[12]

## Wirtschaft und Infrastruktur

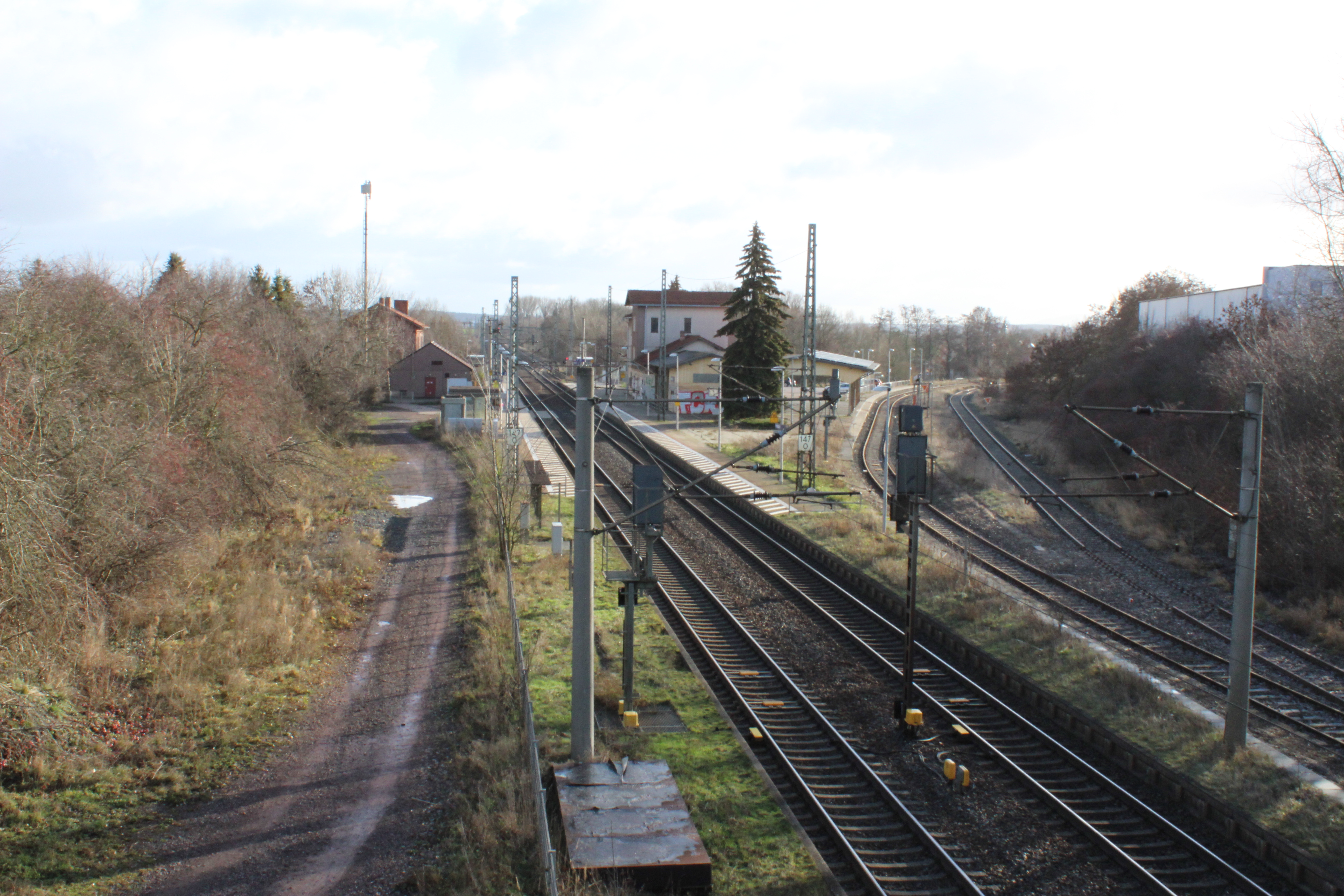
Bahnhof Fröttstädt (2019)

Der Bahnhof Fröttstädt liegt an der Bahnstrecke Halle–Bebra, die am Rande des Ortes verläuft. In Fröttstädt beginnt die Strecke nach Friedrichroda zu den Erholungsorten des Thüringer Waldes. Die naheliegende ASt Waltershausen der A 4 ist über den Hessenweg, der in der Nähe des Bahnhofs beginnt, in etwas mehr als 2 km zu erreichen. Die Kreisstraße K 13 verbindet den Ort über Hörselgau mit Waltershausen sowie mit Teutleben.

## Persönlichkeiten
- Johann Heinrich Möller (1792–1867), Orientalist, Historiker und Geograph